# Пароль не нужен (фильм)
«Пароль не нужен» — советский художественный приключенческий фильм, поставленный на Центральной киностудии детских и юношеских фильмов имени М. Горького в 1967 году режиссёром Борисом Григорьевым по одноимённому роману Юлиана Семёнова. Премьера фильма в СССР состоялась 13 ноября 1967 года.
Первый фильм о разведчике Владимирове-Исаеве-Штирлице.

## Сюжет
1921 год. Во Владивостоке при поддержке японцев произошёл антибольшевистский переворот. Для сбора информации Дзержинский отправляет туда молодого чекиста Всеволода Владимирова.
В то же время в Дальневосточную республику прибывает новый военный министр — Василий Блюхер.

## В ролях
- Николай Губенко — Василий Константинович Блюхер
- Михаил Фёдоров —  Павел Петрович Постышев, комиссар Восточного фронта
- Родион Нахапетов — Всеволод Владимиров (он же Максим Максимович Исаев, он же будущий Отто фон Штирлиц)
- Анастасия Вознесенская — Сашенька Гаврилина, возлюбленная Исаева
- Владимир Солопов — Кирилл Николаевич Гиацинтов, начальник контрразведки белых
- Михаил Зимин — Николай Иванович Ванюшин, редактор владивостокской газеты «Ночной вестник»
- Василий Лановой — Марейкис (Роман Чен), разведчик
- Всеволод Кузнецов — Григорий Михайлович Семёнов, атаман
- Аркадий Трусов — Тимоха, охотник
- Валерий Малышев — Колька-анархист
- Виктор Филиппов — ведущий агитконцерта
- Михаил Глузский — Мацумото, начальник русского отдела японской разведки
- Игорь Дмитриев — поручик Юрий Мордвинов
- Николай Бубнов — генерал Молчанов
- Яков Кисидо — Мацушима, руководитель японской делегации
- Александр Шворин — Сергей Дмитриевич Стрелков
- Евгений Шальников — Фёдор Петров
- Леонид Князев — Меркулов-старший
- Эдуард Бредун — Меркулов-младший
- Павел Шпрингфельд — Моисей Соломонович, метранпаж
- Александр Граве — начальник оперативного отдела
- Даниил Сагал — Шрейдер
- Валерий Носик — «Адвокат»
- Владимир Емельянов — Гржимальский
- Иван Косых — ординарец Блюхера
- Владимир Дорофеев — старик
- Юрий Волков — Проскуряков
- Станислав Хитров — пьяный офицер
- Юрий Дубровин — милиционер

## Съёмочная группа
- Автор сценария — Юлиан Семёнов
- Режиссёр-постановщик — Борис Григорьев
- Главный оператор — Константин Арутюнов
- Художники-постановщики — Альфред Таланцев, Михаил Фишгойт
- Композитор — Тихон Хренников
- Звукооператор — Юрий Закржевский
- Текст песен — Евгений Шатуновский

## Фестивали и премии
- 1968 — Премия за лучшую мужскую роль Николаю Губенко на III Всесоюзном кинофестивале в Ленинграде[1].

## Съёмки
- Для съемок фильма требовалось много японцев и китайцев. Последних в тогдашнем Владивостоке было только двое, а японцев не было вовсе. Людей с характерной восточной внешностью нашли среди солдат, призванных из среднеазиатских республик — Киргизии, Казахстана[2].
- В качестве главного консультанта фильма выступил Герой Социалистического Труда Ф. Н. Петров, возглавлявший делегацию Дальневосточной республики на Дайренской конференции 1921—1922. Военным консультантом стал отставной генерал Н.Осликовский, для которого это был один из первых фильмов (позже он работал штатным военным консультантом Киевской студии имени Довженко).
- В роли Сашеньки первоначально снималась Ариадна Шенгелая, однако из-за наступившей беременности ее сняли в роли в середине фильма. Крупные планы были пересняты с новой актрисой, но на общих и средних планах, снятых во Владивостоке осталась Шенгелая (их было невозможно переснять).